# Từ Chiêu Bội
Từ Chiêu Bội (chữ Hán: 徐昭佩; ? - 549) là chính thất vương phi của Lương Nguyên Đế Tiêu Dịch khi ông chưa đăng cơ trong lịch sử Trung Quốc.

## Tiểu sử
Từ Chiêu Bội là cháu nội của Từ Hiếu Tự (徐孝嗣), tể tướng triều đình Nam Tề. Cha bà là Từ Cổn (徐緄), cũng là trọng thần của Lương Vũ Đế. Từ Chiêu Bội trở thành chính thất vương phi của Tương Đông vương Tiêu Dịch vào tết năm 518. Từ lúc đó bà mang tước hiệu Tương Đông vương phi (湘東王妃). 
Sách Lương thư và Nam sử có ghi rằng khi rước dâu đến phủ đệ của Tiêu Dịch, trời nổi gió mạnh làm hư hỏng nhà cửa và tuyết rơi mạnh đến nỗi các rèm cửa trở nên trắng bệch, cả hai đều được coi là điềm xấu. Từ Chiêu Bội sinh cho Tiêu Dịch hai người con là con trai Tiêu Phương Đẳng (蕭方等) và con gái Tiêu Hàm Trinh (蕭含貞).
Tiêu Dịch được coi là một tài tử đa tài, rất coi trọng việc học hành. Bản thân ông là người hiểu biết rộng, viết chữ đẹp không ai sánh bằng, giỏi thi phú, âm luật, bác cổ tinh kim Tuy nhiên, trái ngược với tài năng trời phú, ông lại bất tài trong việc trị quốc và sở hữu một ngoại hình không được hoàn hảo như những người bình thường. Ông bị hỏng một mắt nên có biệt danh là “độc nhãn long”. Trong khi đó, vương phi Từ Chiêu Bội được biết tới là một tuyệt sắc giai nhân với sắc đẹp nghiêng thành đổ nước nên rất nhiều người đàn ông thèm khát có được nhan sắc ấy. Cuộc sống hôn nhân của Tiêu Dịch và Từ Chiêu Bội không mấy mặn nồng, đặc biệt là trong chuyện chăn gối. Tiêu Dịch hiếm khi chung phòng với vương phi, chỉ 2 hoặc 3 lần trong một năm. Mỗi lần như vậy, Từ vương phi thường giễu cợt Tiêu Dịch.
Dung mạo không được tuấn tú của Tiêu Dịch luôn khiến Từ Chiêu Bội cảm thấy bất mãn. Vị vương phi này chán chồng đến mức bà dám phát tiết ra bằng hành động. Mỗi lần gặp chồng, Từ Chiêu Bội luôn chỉ trang điểm một nửa khuôn, kể cả là khi lên giường. Bà muốn mỉa mai Tiêu Dịch rằng ông chỉ có một con mắt nên chỉ trang điểm một nửa thôi, còn một nửa không cần. Sự chán nản của bà còn trút vào những chén rượu. Mỗi lần uống rượu say, Từ Chiêu Bội quay sang nôn mửa ra long bào của Tiêu Dịch… Về phần Tiêu Dịch, ông thừa biết vợ cố tình giễu cợt mình nên cũng tức giận không kém và dần xa lánh vợ. Ông quay sang vui thú với các cung tần mỹ nữ khác. Vậy là người phụ nữ xinh đẹp Từ Chiêu Bội đã bị chồng cho thất sủng. Hai vợ chồng cứ thế xa cách dần nhau.

## Ngoại tình
Nhưng ngay sau khi Tiêu Dịch xa lánh vợ, mải mê với các người đẹp khác, Từ Chiêu Bội lại thoải mái với cuộc sống tự do của mình. Bà không chịu nổi cảnh sống cô độc một mình nên đã bắt đầu tìm kiếm nhân tình để khỏa lấp nỗi cô đơn.
Các tình lang của Từ Chiêu Bội xuất thân từ rất nhiều tầng lớp khác nhau, từ các chàng trai trẻ phong lưu tuấn tú đến cả hòa thượng, thi sĩ... Ngay cả khi đã bước vào tuổi trung niên thì đam mê gối chăn của bà vẫn luôn rạo rực. Vị vương phi này bắt đầu tìm tới người tình đầu tiên là một hòa thượng phong lưu có tên Trí Viễn (智遠) ở chùa Dao Quang tại Kinh Châu. Trước sự quyến rũ của vương phi xinh đẹp và đầy ham muốn, vị hòa thượng này đã không kiềm chế được bản thân. Hai người thường xuyên tìm cách tư thông với nhau.
Tuy nhiên, việc liên tục phải tìm cách ra khỏi cung để tìm tới chùa Dao Quang dần tỏ ra bất tiện bởi Từ Chiêu Bội lo sợ những ánh mắt nhòm ngó của người xung quanh. Bởi thế, không lâu sau, bà bắt đầu chuyển sang để mắt tới vị đại thần khác ngay trong triều là Kỳ Quý Giang (暨季江). Khác hẳn với người chồng "độc nhãn" Tiêu Dịch, vị đại thần này sở hữu tướng mạo hết sức khôi ngô, tuấn tú. Và quan trọng hơn là tích cách đa tình, quyến rũ. Cả hai thường gặp nhau lén lút để thông gian mỗi dịp Quý Giang được mời vào cung hoặc Từ Chiêu Bội chủ động sai người hầu bí mật tới gặp Quý Giang rồi dẫn vào cung tình tự. Sự đam mê xuân sắc của Từ Chiêu Bội đã khiến Quý Giang phải thốt lên rằng: "Từ nương (Từ Chiêu Bội) tuy đã già nhưng vẫn còn đa tình lắm lắm". Điều này dẫn đến xuất hiện một thành ngữ Trung Quốc "Từ nương bán lão" (徐娘半老), được sử dụng để mô tả một phụ nữ trung niên hay già tuổi mà vẫn đa tình.
Chưa dừng lại ở đó, Từ Chiêu Bội còn hẹn hò với một thi nhân đương thời nổi tiếng khác là Hạ Huy (賀徽) tại một am ni cô để mây mưa. Vốn đã bị vương gia ghẻ lạnh từ lâu nên Từ Chiêu Bội cũng chẳng sợ gì danh tiếng bị vẩn đục mà công khai đi lại với người tình trước mắt bàn dân thiên hạ.
Dù ngoại hình thua kém nhưng đường đường lại là vua một nước, quyền lực đầy tay, Tiêu Dịch nghĩ lẽ nào mình không bằng một gã hòa thượng vô danh tiểu tốt, để vợ "cắm sừng" lên đầu với hết người này người khác.
Ngay khi biết chuyện Từ Chiêu Bội tư thông với hòa thượng Trí Viễn, hoàng đế Tiêu Dịch đã nổi giận đùng đùng, sai người đốt chùa Dao Quang, giết chết tình địch.
Nhìn thấy người tình bị thiêu chết ngay trước mặt mình, Từ Chiêu Bội như phát điên. Kể từ đó, tâm lý của bà bắt đầu trở nên biến thái.
Mỗi lần chứng kiến những phi tần trong hậu cung bị Tiêu Dịch ruồng bỏ, Từ Chiêu Bội vui mừng khôn xiết vì những người phụ nữ kia cũng chung số phận bi đát như mình. Mặt khác, bà lại tỏ ra rất độ lượng, giúp đỡ họ, coi họ như tri kỷ của mình. Tuy nhiên, khi phát hiện ra có người phụ nữ nào trong cung mang thai, lập tức vương phi sẽ dùng dao giết chết.
Do mối quan hệ rạn nứt với vương phi của mình, con trai bà là Tiêu Phương Đẳng cũng không được phụ vương quý mến. Năm 548, phản tướng Hầu Cảnh mang quân đánh thẳng vào Kinh thành Kiến Khang. Tiêu Dịch lúc đó đang trấn thủ Kinh Châu (荊州; nay là trung tân và phía tây Hồ Bắc), gửi Phương Đẳng với một đội quân tương đối nhỏ để hỗ trợ các tướng khác tại kinh thành. Nhưng sau khi Hầu Cảnh chiếm được kinh thành vào mùa xuân 549, Phương Đẳng phải lui quân về Giang Lăng. Khi Tiêu Dịch chứng kiến Phương Đẳng bài binh bố trận, ông rất hài lòng. Ông bước vào khuê của Từ vương phi bảo rằng ông chấp nhận Phương Đẳng. Tuy nhiên, không hiểu sao Từ vương phi lại phản ứng bằng cách khóc lên. Trong cơn giận dữ, ông đã tự tay viết lại câu chuyện trăng hoa của Từ Chiêu Bội để toàn dân thiên hạ được biết. Sau đó ông còn đem chuyện này vào tác phẩm yêu thích do mình sáng tác là Kim Lâu tử (金樓子).
Tiêu Phương Đẳng trở nên lo sợ trước cơn thịnh nộ của phụ thân. Mùa hè 549, khi người anh em họ của Phương Đẳng là Hà Đông vương Tiêu Dự (蕭譽) tại Tương Châu (湘州, miền trung Hồ Nam) phản Tiêu Dịch, Phương Đẳng tình nguyện dẫn quân đánh Dự - và đưa ra nhận định: "Ta chắc chắn sẽ chết trên chiến dịch này, nhưng ta sẽ không hối tiếc vì chết vào đúng chỗ". 
Ngay sau đó, Phương Đẳng đã bị đánh bại, và ngã xuống sông Tương và bị chết đuối. Khi Tiêu Dịch nghe nói về cái chết của con trai, ông không hề tỏ vẻ thương tiếc, và mối quan hệ của ông với Từ Chiêu Bội xấu đi thậm chí còn lớn hơn sau cái chết của Tiêu Phương Đẳng.
Việc bị vợ cả “cắm sừng” ngày càng chất đầy thêm nỗi oán hận trong lòng Tiêu Dịch. Thêm vào đó, khi chứng kiến sự thay đổi tâm lý đến mức biến thái và tàn bạo của vợ, hoàng đế càng ngày càng chán ghét, căm phẫn. Ông lên kế hoạch quyết tâm trừ bỏ Từ Chiêu Bội để trả thù cho bản thân. 
Lợi dụng cơ hội trong cung có một cung nữ bị chết vì bệnh, Tiêu Dịch đã vu cho Từ Chiêu Bội tội giết người vì ghen tuông rồi buộc bà phải tự vẫn. Biết mình không thể thoát khỏi cái chết, Từ Chiêu Bội đành phải nhảy xuống giếng chết, kết thúc cuộc đời mình trong bi thảm. Chưa hết giận dữ, Tương Đông vương còn xuống lệnh ly dị với vương phi đã chết, cho mang thi hài lên rồi đem trả về nhà mẹ đẻ. Ông công bố với thiên hạ là mình “xuất thê” (trả vợ về “nơi sản xuất”). Ông cũng cấm con trai mình khóc tang Từ Chiêu Bội.
Tháng 11 âm lịch năm 552, Tiêu Dịch xưng đế ở Giang Lăng (Kinh Châu, Hồ Bắc), tức Lương Nguyên Đế. Ông cũng không truy phong thụy hiệu cho bà.
Theo cách nhìn nhận của người thời nay thì hành động lừa dối, “cắm sừng” chồng của Từ Chiêu Bội có nguyên nhân sâu xa là do bà bị ức chế, đời sống gối chăn không được thỏa mãn. Tuy nhiên, sống trong thời đại bấy giờ, hành động của bà đã gây chấn động cả lịch sử và bà buộc phải trả giá cho lỗi lầm của mình.